# Stackbo
Stackbo är en by i utkanten av Valbo socken i Gävle kommun. Från 2015 avgränsar SCB här en småort.
Genom hela byn rinner Valsjöbäcken som kommer från Valsjön och mynnar ut i Gavleån. 
Fars- och teatersällskapet Stackbo Station kommer också ursprungligen från byn men de årliga föreställningarna spelas numera i Nybo istället för i grannbyn Överhärde.